# Condado de Mecklenburg (Carolina del Norte)
El condado de Mecklenburg (en inglés: Mecklenburg County, North Carolina), fundado en 1762, es uno de los 100 condados del estado estadounidense de Carolina del Norte. En el año 2000 tenía una población de 935 304 habitantes con densidad poblacional de 637 personas por km². La sede del condado es Charlotte.

## Geografía
Según la Oficina del Censo, el condado tiene un área total de 1414 km² (545,9 mi²), de la cual 1362 km² (525,9 mi²) es tierra y 52 km² (20,1 mi²) es agua.

### Municipios
El condado se divide en catorce municipios:
Municipio de Charlotte, Municipio de Berryhill, Municipio de Steele Creek, Municipio de Providence, Municipio de Clear Creek, Municipio de Crab Orchard, Municipio de Mallard Creek, Municipio de Deweese, Municipio de Lemley, Municipio de Long Creek, Municipio de Paw Creek, Municipio de Morning Star, Municipio de Pineville y Municipio de Huntersville.

### Condados adyacentes
- Condado de Iredell - norte
- Condado de Cabarrus - noreste
- Condado de Union - sureste
- Condado de Lancaster - sur
- Condado de York - sudoeste
- Condado de Gaston - oeste
- Condado de Catawba - noroeste
- Condado de Lincoln - noroeste

## Demografía
En el 2000 la renta per cápita promedia del condado era de $50 579, y el ingreso promedio para una familia era de $60 608. El ingreso per cápita para el condado era de $27 352. En 2000 los hombres tenían un ingreso per cápita de $40 934 contra $30 100 para las mujeres. Alrededor del 9,20% de la población estaba bajo el umbral de pobreza nacional.

## Educación
Las Escuelas de Charlotte-Mecklenburg gestiona escuelas públicas.

## Lugares

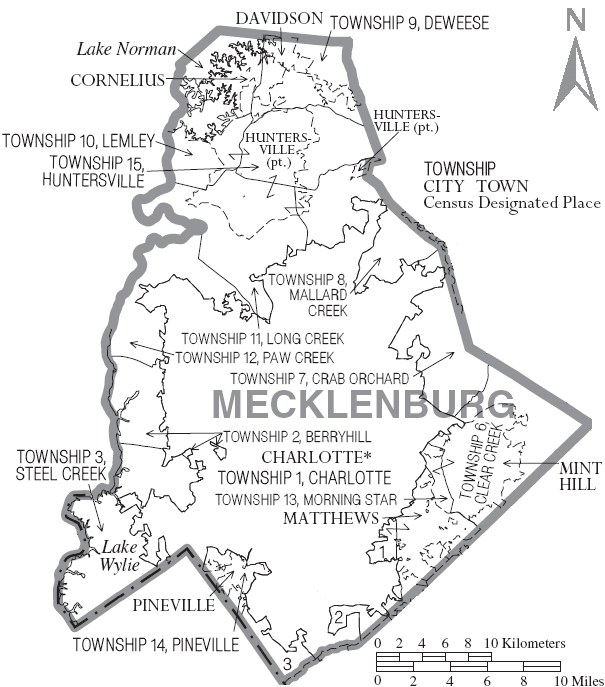
Mapa del Condado de Mecklenburg en Carolina del Norte con sus municipios

### Ciudades y pueblos
- Charlotte
- Cornelius
- Davidson
- Huntersville
- Matthews
- Mint Hill
- Pineville

### Principales carreteras
- Interestatal 77
- Interestatal 85
- Interestatal 277
- Interestatal 485
- U.S. Highway 21
- U.S. Highway 29
- U.S. Highway 74
- U.S. Highway 521
- Carretera de Carolina del Norte 16
- Carretera de Carolina del Norte 24
- Carretera de Carolina del Norte 27
- Carretera de Carolina del Norte 49
- Carretera de Carolina del Norte 51
- Carretera de Carolina del Norte 73
- Carretera de Carolina del Norte 115
- Route 4